# Kodak DCS 100

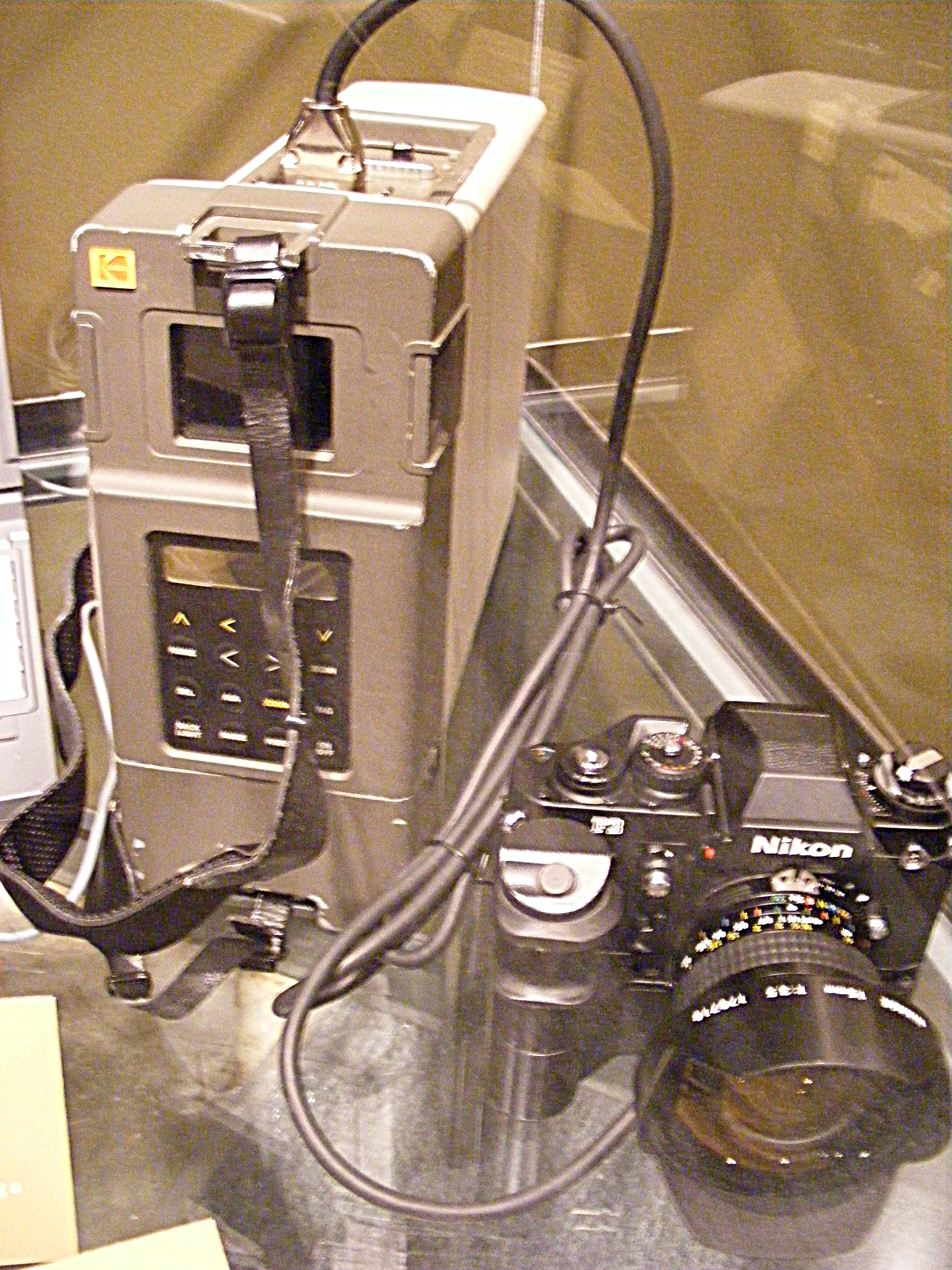
Kodak DCS 100, basata su corpo Nikon F3 con unità di memorizzazione digitale, messa in commercio nel maggio 1991

La Kodak Professional Digital Camera System o DCS, successivamente denominata in modo non ufficiale DCS 100, è stata la prima reflex digitale commercializzata.
Era costruita su un corpo Nikon F3 e venduta da Kodak nel maggio del 1991 dopo l'anticipazione al Photokina nel 1990. Destinata al mercato del foto-giornalismo al fine di accelerare la trasmissione di immagini in studio o in sala stampa, la DCS aveva una risoluzione di 1,3 megapixels. La DCS 100 è stata pubblicamente presentata per la prima volta ad Arles (in Francia) al Journées de l'Image Pro organizzato da Ray H. DeMoulin, presidente globale della Eastman Kodak Company. 453 giornalisti internazionali hanno partecipato alla presentazione tenuta nel palazzo dei congressi di Arles.
LA DCS 100 viene fornita con una unità separata di memorizzazione chiamata DSU (Digital Storage Unit) per conservare e visualizzare le immagini e per alloggiare le batterie. La DSU contiene un disco rigido Winchester da 200 megabyte che può immagazzinare fino a 156 foto senza compressione o fino a 600 foto utilizzando una scheda per la compressione in JPEG che fu resa disponibile successivamente come accessorio extra. Una tastiera esterna permette di aggiungere didascalie e altre informazioni sulle immagini.
La Kodak Professional Digital Camera System era disponibile con dorsi di due differenti formati. Il dorso DC3 utilizzava un filtro a colori, mentre il DM3 utilizzava un filtro monocromatico. Alcuni dorsi DM3 erano sprovvisti di filtro IR.
Il disco rigido interno era uno SCSI da 3,5" che poteva essere connesso al computer tramite interfaccia esterna SCSI. Sul PC non appariva come periferica di massa e per accedervi era necessario installare un plug-in di tipo TWAIN per Photoshop 3.
Ci furono molte varianti della DCS 100 con differente memoria buffer, sensore monocromatico o a colori, con tastiera e modem e ne furono vendute in totale 987 unità.